# Eutelsat 9B
O Eutelsat 9B, também denominado de EDRS A, é um satélite de comunicação geoestacionário que foi construído pela Airbus Defence and Space (antiga EADS Astrium. Ele está programado para ser colocado na posição orbital de 9 graus de longitude leste e será operado pela Eutelsat. O satélite será baseado na plataforma Eurostar-3000 e sua expectativa de vida útil será de 15 anos.

## História
A Astrium foi selecionada em outubro de 2011 pela Eutelsat Communications para construir o Eutelsat 9B, um satélite com transmissão de alta potência para abordar mercados de vídeo que estão em alto crescimento na Europa.
O Eutelsat 9B faz parte de um novo programa de satélite da Eutelsat para expandir significativamente e diversificar os recursos na posição orbital de 9 graus leste, localização excelente para os mercados de vídeo que está em alto crescimento em toda a Europa.

## Lançamento
O satélite foi lançado com sucesso ao espaço no dia 29 de janeiro de 2016, às 22:20 UTC, por meio de um veículo Proton-M/Briz-M, a partir do Cosmódromo de Baikonur, no Cazaquistão. Ele tinha uma massa de lançamento de 5.175 kg.

## Capacidade e cobertura
O Eutelsat 9B é equipado com com 66 transponders em banda Ku para um novo nível de performance, um aumento de recursos em mais de 70%. A capacidade é espalhada por cinco transmissores, com reutilização de frequência, aumentando significativamente a largura de banda total. Fazendo uma transmissão pan-europeia que entrega uma ampla cobertura para os canais que buscam o alcance máximo por satélite e headends terrestres. O satélite leva uma carga do European Data Relay System (EDRS).
Quatro focos de transmissão aborda individualmente os mercados de TV digital de alto crescimento na Itália, Alemanha, Grécia e nas regiões nórdicas e bálticas.